# ジェイロック
株式会社ジェイロックは、スポーツ選手・ミュージシャン・文化人のマネジメントを担う日本の企業である。

## 所属アスリート・アーティスト

### アスリート
- 吉田秀彦
- 小見川道大
- 桧山進次郎
- 川越英隆
- 入来祐作
- 神子島みか
- 松井千夏
- 喜多靖
- 廣長優志
- 狩野新
- 片山敬太郎
- 山岸夢人
- 荒畑潤一
- 長倉立尚
- 李太鉉
- 和田竜光
- 中村謙作
- 小島壮太

### MUSIC DIVISION
- Plastic Tree
- Crazy★shampoo
- Needless Lyrics
- ししとう
- 宮崎奈穂子
- 有坂ちあき
- 大禅師文子
- CHERRSEE

### SAKIGAKE works
- 明石昌夫
- HI-D

### 文化人
- 藤川優里

### ENTERTAINMENT DIVISION
- 加藤和樹
- DAIZO
- T-ARA
- B.A.P
- A Pink
- MOMOLAND
- Han Seungyeon

### ACTOR
- 千田京平
- 土居健蔵
- 山崎祐馬
- 河村晃太郎
- 宮本晃一
- 岡本祐輔

### ACTRESS
- 渡辺苑衣
- 吉田来深
- 飯塚悦子
- 水野伶耶

## 過去の所属アスリート・アーティスト
- 瀧本誠
- 中村和裕
- 大澤茂樹
- 高橋尚成
- 井出有治
- 林健太郎
- 福永泰
- 中西永輔
- 飯作あゆり
- 迦藤たかし
- 葉月あい
- ビリー
- ドレミ團
- XYXX（ザイクス）
- 栄喜
- 池田純矢
- HIKARU（岩井ひかる）
- NENE（鈴木寧々）
- LENA
- MIYU（村島未悠）
- SAYURI